# Concours international de piano Van-Cliburn

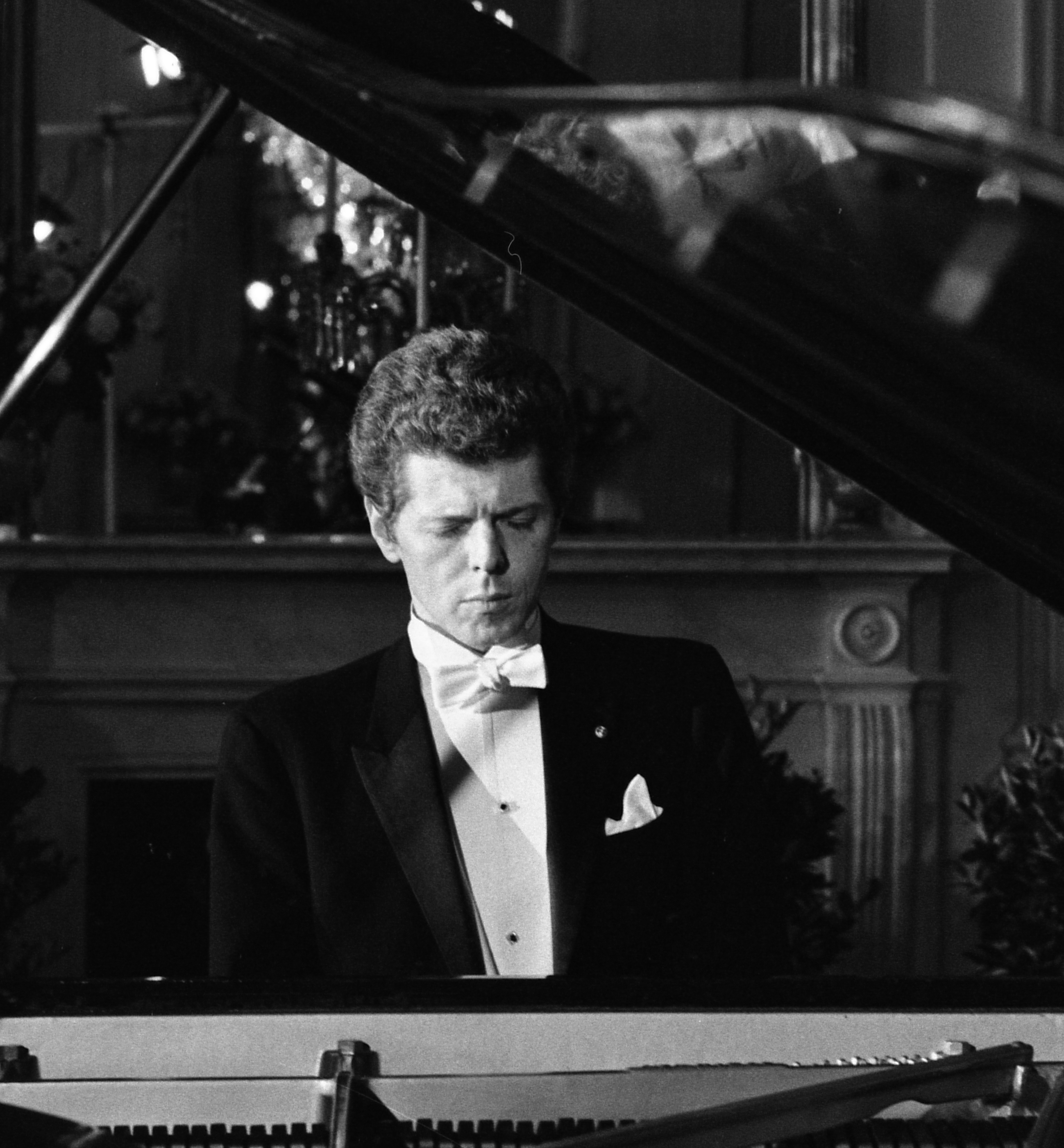
Le pianiste Van Cliburn en 1975.

Le Concours international de piano Van-Cliburn se tient à Fort Worth (États-Unis).

## Histoire
Le Concours international de piano Van-Cliburn a été créé en 1962 à l'initiative de la Van Cliburn Foundation (en) en l'honneur du pianiste Van Cliburn qui avait remporté le premier Concours international Tchaïkovski en 1958. Le concours a lieu tous les quatre ans et depuis 2001 se tient au Bass Performance Hall de Fort Worth.

## Lauréats
- 1962 — Ralph Votapek, médaille d'or ; Nikolaï Petrov, médaille d'argent ; Mikhail Voskresensky (en), médaille de bronze[1].
- 1966 — Radu Lupu, médaille d'or ; Barry Lee Snyder, médaille d'argent ; Blanca Uribe, médaille de bronze[2].
- 1969 — Cristina Ortiz, médaille d'or ; Minoru Nojima (en), médaille d'argent ; Mark Westcott, médaille de bronze[3].
- 1973 — Vladimir Viardo (en), médaille d'or ; Christian Zacharias, médaille d'argent ; Michael James Houstoun, médaille de bronze[4].
- 1977 — Steven De Groote, médaille d'or ; Alexander Toradze (en), médaille d'argent ; Jeffrey Swann (en), médaille de bronze[5].
- 1981 — André-Michel Schub (en), médaille d'or ; Panayis Lyras (en) et Santiago Rodriguez (en), médaille d'argent[6].
- 1985 — José Feghali (en), médaille d'or ; Philippe Bianconi, médaille d'argent ; Barry Douglas, médaille de bronze[7].
- 1989 — Alexei Sultanov, médaille d'or ; José Carlos Cocarelli (en), médaille d'argent ; Benedetto Lupo, médaille de bronze[8].
- 1993 — Simone Pedroni (en), médaille d'or ; Valery Kuleshov, médaille d'argent ; Christopher Taylor (en), médaille de bronze[9].
- 1997 — Jon Nakamatsu (en), médaille d'or ; Yakov Kasman, médaille d'argent ; Aviram Reichert, médaille de bronze[10].
- 2001 — Stanislav Ioudenitch et Olga Kern (ex-æquos), médaille d'or ;  Maxim Philippov (en) et Antonio Pompa-Baldi, médaille d'argent[11].
- 2005 — Alexander Kobrin (en), médaille d'or ;  Joyce Yang (en), médaille d'argent ; Sa Chen (en), médaille de bronze[12],[13].
- 2009 — Nobuyuki Tsujii et Haochen Zhang (ex-æquos), médaille d'or ; Yeol Eum Son, médaille d'argent[14].
- 2013 — Vadym Kholodenko, médaille d'or ; Beatrice Rana, médaille d'argent ; Sean Chen (en), médaille de bronze[15],[16].
- 2017 — Yekwon Sunwoo (en), médaille d'or ; Kenneth Broberg (en), médaille d'argent ; Daniel Hsu (en), médaille de bronze[17].
- 2022 — Yunchan Lim (Corée du Sud), médaille d'or, qui ayant 18 ans devient ainsi le plus jeune lauréat de l'histoire du concours ; Anna Geniushene (Russie), médaille d'argent ; Dmytro Choni (Ukraine), médaille de bronze[18],[19].
- 2025 — Aristo Sham (en) (Hong Kong), médaille d'or et prix du public ; Vitaly Starikov (Russie-Israël), médaille d'argent ; Evren Ozel (États-Unis), médaille de bronze[20],[21].

## Concours amateur et junior
- 2019 — Shuan Hern Lee (Australie), 16 ans, remporte le prix Junior (moins de 18 ans) doté de 15000 dollars.